# شهرستان الدبس
شهرستان الدبس (به عربی: قضاء الدبس) یک شهرستان‌های عراق در عراق است که در استان کرکوک واقع شده‌است.
 شهرستان الدبس  ۹۵,۱۶۶ نفر جمعیت دارد.